# OneRepublic
«OneRepublic» — американський поп-рок гурт, заснований 2002 року у Колорадо-Спрінгзі. Популярність гурту приніс сингл «Apologize», який став у США тричі платиновим і досяг третього місця в хіт-параді Великої Британії 2007 року. Ремікс на пісню був включений до альбому Тімбаленда «Shock Value» і в дебютний альбом OneRepublic «Dreaming Out Loud».

## Історія гурту
Гурт було засновано у 2002 році, в Колорадо-Спрінгс вокалістом Раяном Теддером і його шкільним другом  Заком Філкінсом, що грав на гітарі. Спочатку група називалася Republic, але згодом прийняла теперішній вигляд.  
Основний склад OneRepublic утворився в 2003 році в Лос-Анджелесі. Для початку хлопці почали викладати свої пісні на власній сторінці на MySpace і поступово стали одними з найпопулярніших музикантів цього ресурсу - за один рік їх пісні прослухали більше 24 мільйонів осіб.
Робота над сольною платівкою розпочалася ще в 2005 році під крилом  лейбла Columbia Records, проте співпраця не склалася, і незабаром OneRepublic переметнулися на власний лейбл  Тімбеленда Mosley Music Group. Завдяки успіху синглу "Apologize" група змогла випустити платівку "Dreaming Out Loud", записану ще у 2006 році для Columbia.

## Склад
- Раян Теддер — вокал, соло-гітара / ритм-гітара, ударні, клавішні (2002 - теперішній час)
- Зак Філкінс — соло-гітара / ритм-гітара, бек-вокал (2002 - теперішній час)
- Дрю Браун — соло-гітара / ритм-гітара, Дзвіночки, бек-вокал (2002 - теперішній час)
- Брент Катцл — бас-гітара, бек-вокал (2007 - теперішній час)
- Едді Фішер — ударні (2005 - теперішній час)

## Дискографія

### Студійні альбоми
- 2007 — Dreaming Out Loud
- 2009 — Waking Up
- 2013 — Native
- 2016 — Oh My My
- 2021 — Human

## Нагороди
Гурт OneRepublic отримав кілька музичних нагород і отримав безліч номінацій, включаючи нагороди American Music Awards, Billboard Music Awards, World Music Awards і Grammy Awards. Окремо, соліст Райан Теддер виграв три премії Греммі як автор пісень для Адель і Тейлор Свіфт.